# دانيل هاريس
دانيل هاريس (بالإنجليزية: Danielle Harris)‏ هي متسابقة ملكة الجمال ومنتجة وعارضة ومخرجة وممثلة أمريكية، ولدت في 1 يونيو 1977 في الولايات المتحدة. بدأت مشوارها المهني سنة 1985.

## أعمال

### أفلام
- (1988)  عودة مايكل مايرز[5]
- (1991) معاطف المدينة[6][7]
- (1993) إطلاق سراح ويلي[8][9]
- (1996) دايلايت[10]
- (1998) أسطورة شعبية[11]
- (2007) عيد القديسين[12]
- (2009) هالووين 2[13]
- (2010) فأس II
- (2011)  لايد تو رست 2
- (2013) فأس III
- (2014) لا أرى شرا 2

### مسلسلات
- موردر
- روزان
- عائلة ثورنبيري
- كولد كيس

## وصلات خارجية
- دانيل هاريس على موقع IMDb (الإنجليزية)
- دانيل هاريس على موقع ألو سيني (الفرنسية)
- دانيل هاريس على موقع تيرنر كلاسيك موفيز (الإنجليزية)
- دانيل هاريس على موقع أول موفي (الإنجليزية)
- دانيل هاريس على موقع قاعدة بيانات الأفلام السويدية (السويدية)
- دانيل هاريس على موقع إن إن دي بي (الإنجليزية)
- دانيل هاريس على موقع قاعدة بيانات الفيلم (الإنجليزية)
- دانيل هاريس على موقع كينوبويسك (الروسية)